# 黃伯垓
黃伯垓（1428年—？），字鵬遠，湖廣黃州府黃岡縣人，明朝政治人物。進士出身。

## 生平
湖廣鄉試第二十七名。成化二年（1466年）丙戌科會試第一百五十六名，殿試登進士第三甲第一百四十九名。

## 家族
曾祖黃晟。祖父黃裕。父亲黃俛。